# Рајко Танасковић
Рајко Танасковић (Прељина, код Чачка, 3. октобар 1917 — Пула, 14. јул 1984) био је учесник Народноослободилачке борбе и генерал-пуковник ЈНА.

## Биографија
Рођен је 3. октобра 1917. године у селу Прељина, код Чачка. Пре Другог светског рата је завршио Подофицирску школу и касније био подофицир Југословенске војске. После капитулације и завршетка Априлског рата, 1941. године избегао је заробљавање и вратио се у родни крај. Ту се повезао са комунистима, који су радили на организовању оружаног устанка.
Као војно лице, активно је учествовао у организовању Чачанског партизанског одреда и у њему најпре био командир чете. После слома устанка у Србији, у јесен 1941. године и повлачења у Санџак и Босну, марта 1942. године је ушао у састав тада формиране Друге пролетерске бригаде и постављен за команданта једног батаљона. У чланство Комунистичке партије Југославије (КПЈ) примљен је 1941. године.
У јесен 1942. године, као веома способан партизански војни руководилац, био је заједно са већом групом партизанских бораца, од стране Врховног штаба НОВ и ПОЈ упућен у Словенију. Тамо је преузео дужност команданта Пете словеначке ударне бригаде „Иван Цанкар“. Непосредно после формирања Петнаесте словеначке дивизије, јула 1943. године, погинуо је њен први командант Предраг Јевтић, а Рајко је преузео његову функцију. На овој функцији остао је све до октобра 1943. године, када је постављен за првог команданта тада формираног Седмог словеначког корпуса. Крај рата дочекао је на функцији начелника Оперативног одељења Главног штаба НОВ и ПО Словеније.

### Послератни период
После ослобођења Југославије, наставио је професионалну каријеру у Југословенској народној армији (ЈНА). Завршио је Вишу војну академију ЈНА и Курс оперативне тактике на Ратној школи ЈНА. Налазио се на функцијама начелника Штаба армије, начелника Управе у Генералштабу ЈНА, начелника Више војне академије ЈНА, команданта Главног штаба Територијалне одбране Социјалистичке Републике Србије и др. Активна служба у ЈНА му је престала 1977. године у чину генерал-пуковника ЈНА.
Био је доктор војних наука и редовни професор Факултета народне одбране (данас Факултет безбедности) у Београду. Биран је за члана Централног комитета Савеза комуниста Србије (СКС) и члана Савета федерације.
Преминуо је 14. јула 1984. године у Пули, а сахрањен је у Алеји заслужних грађана на Новом гробљу у Београду.
Носилац је Партизанске споменице 1941. и више других југословенских одликовања, међу којима су — Орден ратне заставе, Орден партизанске звезде са златном звездом, Орден братства и јединства са златним венцем, Орден народне армије са ловоровим венцем и два Ордена за храброст.

## Публикације
Као доктор војних наука, активно се бавио изучавањем војне теорије и на ту тему је написао неколико књига и објавио више студија и чланака у разним часописима и листовима. Написао је књиге: 
- Садејство, 1957. године
- Питања партизанског ратовања, 1961. године
- Фактори изградње и организације оружаних снага, 1970. године
- Штабови у рату и миру, 1972. године
- Увод у теорију операције општенародног одбрамбеног рада, 1977. године